# Maria Anna von Liechtenstein

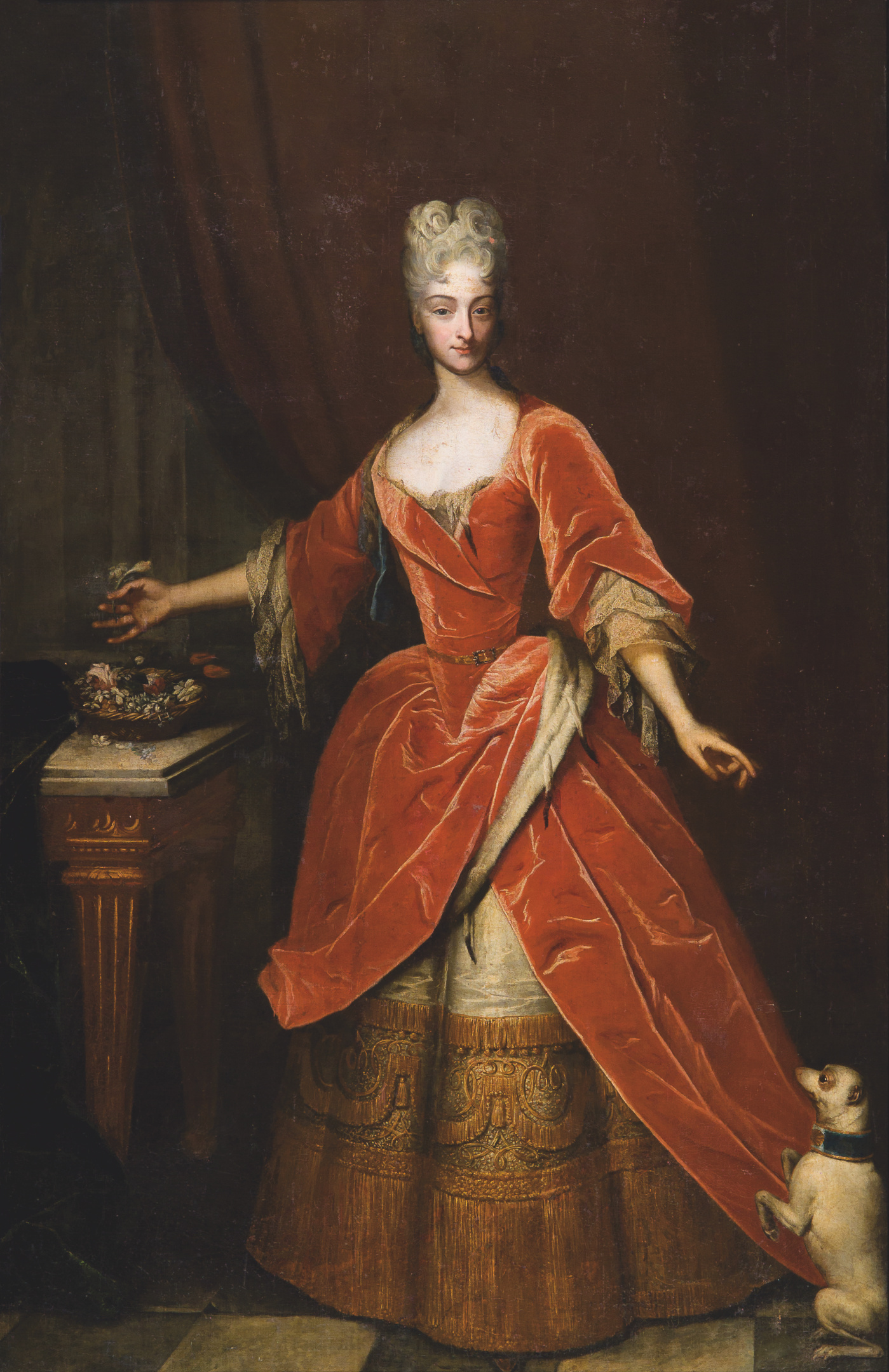
Maria Anna von Liechtenstein

Fürstin Maria Anna von Liechtenstein (* 1699 vermutlich in Rumburg; † 20. Januar 1753 in Wien) war ein Mitglied des Hauses Liechtenstein und durch Heirat Fürstin von Liechtenstein.

## Biografie
Maria Anna war die fünfte Tochter des Fürsten Anton Florian von und zu Liechtenstein (1656–1721) und dessen Gemahlin Eleonore Barbara, geborene Gräfin von Thun und Hohenstein (1661–1723). Am 9. September 1716 heiratete sie in Wien Graf Johann Ernst von Thun und Hohenstein (1694–1717), Sohn des Grafen Maximilian von Thun und Hohenstein (1638–1701) und dessen Gemahlin Maria Adelheid, geborene Gräfin von Preysing (1672–1748). Die Ehe blieb kinderlos.
Nach einjähriger Witwenschaft heiratete Maria Anna in zweiter Ehe am 1. Mai 1718 in Lanzendorf ihren Vetter Fürst Joseph Wenzel von Liechtenstein (1696–1772), Sohn des Fürsten Philipp Erasmus von Liechtenstein (1664–1704) und dessen Gemahlin Christina Theresia, geborene Gräfin zu Löwenstein-Wertheim (1659–1692). Aus der Ehe ging ein Sohn hervor: Philipp Anton (1719–1723). Die Vermählung war Bestandteil der Bemühungen ihres Vaters um Wiederherstellung der Familieneinheit, die aufgrund der testamentarischen Bestimmungen des Fürsten Hans Adam I. von Liechtenstein und den daraus resultierenden gerichtlichen Prozessen gefährdet war. Bereits eineinhalb Monate vor der Hochzeit hatte ihr Vater auf dem Tauschweg von seinem zukünftigen Schwiegersohn Joseph Wenzel die an diesen gefallenen reichsunmittelbaren Herrschaften Schellenberg und Vaduz erworben und beantragte 1719 beim Kaiser erfolgreich deren Erhebung zum Reichsfürstentum.
Im Heiligen Jahr 1725 unternahm sie gemeinsam mit ihrem Gatten eine Italienreise, welche das Ehepaar neben Venedig und Rom auch nach Neapel führte. Dort ließ sie sich vom neapolitanischen Maler Francesco Solimena porträtieren. Nachdem ihr Gatte 1746 infolge akuter Fieberanfälle das Oberkommando über die kaiserlichen Truppen in Italien abgegeben hatte, begleitete sie ihn zur Kur nach Colorno, dem Landsitz des Herzogs von Parma.
Als 1748 ihr Neffe Fürst Johann Nepomuk Karl ohne einen männlichen Erben hinterlassen zu haben, starb, trat ihr Gemahl die Nachfolge als regierender Fürst an. Angesichts ihrer Erkrankung begab sie sich 1751 zur Kur nach Spa und verbrachte die Wintermonate bis 1752 bei ihrem Gemahl in Brüssel. Danach kehrte sie in die Heimat zurück. Maria Anna verstarb am 20. Januar 1753 in Wien. Ihr Leichnam wurde in der Krypta der Wiener Paulanerkirche an der Seite ihrer Mutter bestattet. Die Krypta wurde zu Beginn des 19. Jahrhunderts geschlossen und ihr Grab ist seitdem verschollen.